# Erythrina coralloides
L'Erythrina coralloides (rep el nom de colorín a Mèxic pel seu color roig) és una arbre de la família de les lleguminoses. És caducifoli i té flors roges. És nadiu d'Amèrica del Nord: Mèxic, Estats Units i Centreamèrica.

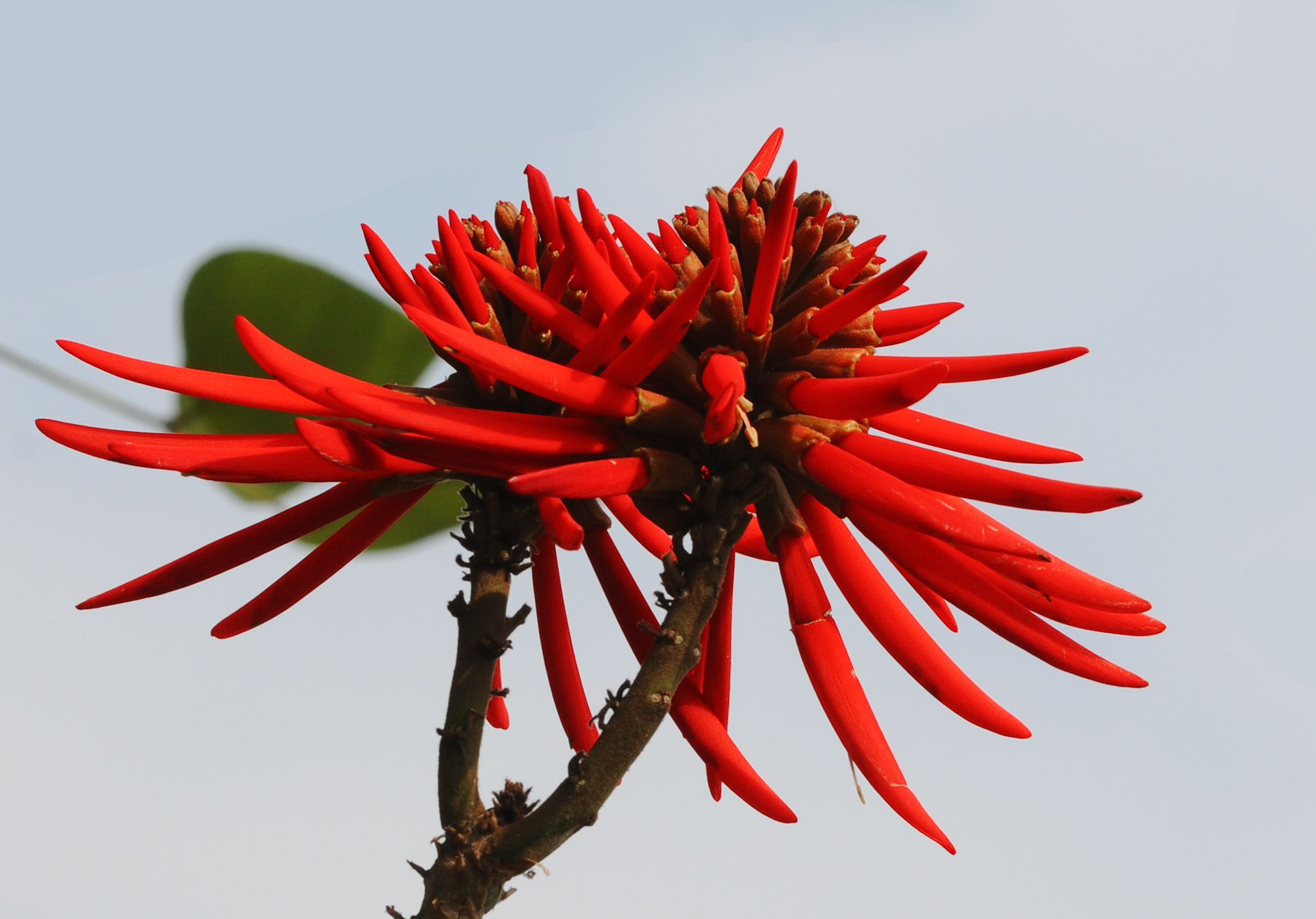
Flor

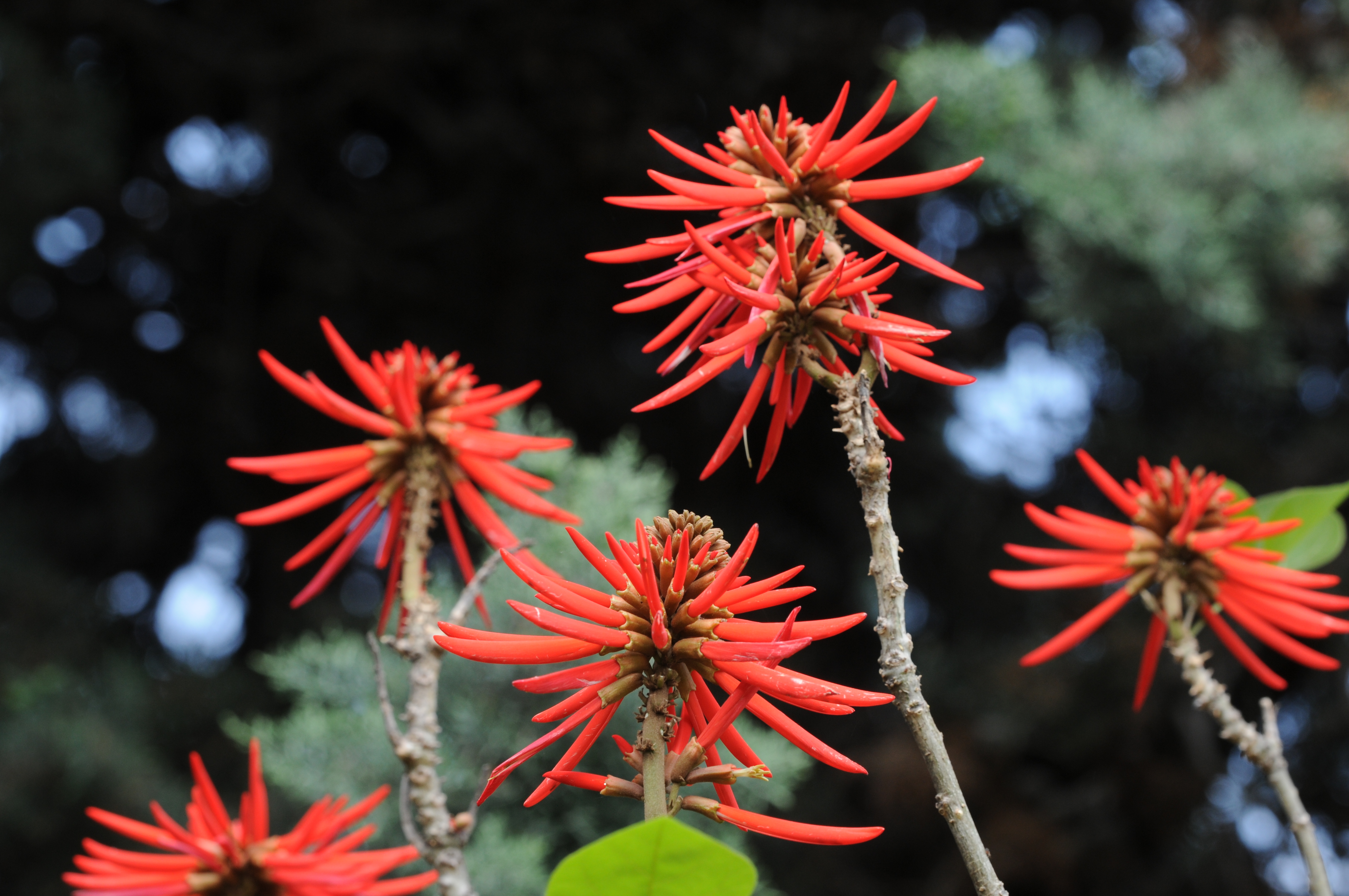
Inflorescències

## Descripció
Arbre o arbust de fins a 10 m d'alçada; té les branques amb espines. Les fulles es divideixen en 3 folíols. Les flors són de color roig encés i formen uns plomalls vistosos. Les llavors són vermelles i molt cridaneres.

## Toxicitat
Les parts aèries de les espècies del gènere Erythrina poden contenir alcaloides, com ara l'eritralina i l'erisodina, la ingestió de les quals podria ser un risc per a la salut.
Té llavors molt tòxiques, conté eritroidina, un poderós paralitzant dels músculs; eritroresina (un emètic), coralina i àcid erítric. El seu extracte és un substitut del curare. Són llavors el·líptiques, brillants, de color roig corall, amb una línia que sobreïx longitudinal al dors, i un fil blanc, envoltat d'una vora negra. De l'anàlisi bioquímica se n'obté: 13,35% de sòlids i olis; 0,32% de resina soluble en èter; 13,47% de resina soluble en alcohol; 1,61% d'eritrococaloidina, alcaloide; 5,6% d'albúmina; 0,83% de goma; 1,55% de sucre; 0,42% d'àcid orgànic; 15,87% de midó; 7,15% d'humitat; i 39,15% de matèria inorgànica.

## Usos
És molt resistent a les sequeres; la seva fusta blanca s'utilitza per a taps, i en San Luis Potosí els artesans l'empren per a fer estatuetes, decoració i joieria.

## Taxonomia
Erythrina coralloides el descrigué Augustin Pyramus de Candolle en Prodromus Systematis Naturalis Regni Vegetabilis 2: 413. 1825.
Etimologia

Erythrina: nom genèric que prové del grec ερυθρoς (erythros) = "roig", en referència al color vermell intens de les flors d'algunes espècies representatives.
coralloides: epítet llatí que significa 'com el corall'.
Sinonímia

- Corallodendron coralloides (DC.) Kuntze